# مجموعة أرتميس
مجموعة أرتميس (بالإنجليزية: Groupe Artémis) هي شركة فرنسية قابضة مملوكة لشركة فرانسوا هنري بينو، وتملك دار مزادات الفنون الجميلة كريستيز، ومصنع النبيذ، و لو بوان ، وستاد رين. كما أنها المساهم المسيطر في مجموعة السلع الفاخرة كيرينغ، والتي تضم العلامات التجارية غوتشي وإيف سان لوران وبوتيغا فينيتا وبالينسياغا.

## روابط خارجية
- الموقع الرسمي